# Landhuis Middlesex
Landhuis Middlesex is een wooncomplex aan de Soestdijkerstraatweg 110 in Hilversum en is als geheel met tuinwoning, garage, tuin, theehuis en peristyle sinds 2005 een rijksmonument.
In 1921 werd gestart met de bouw op een groot stuk grond, op de hoek van de Soestdijkerstraatweg en de Huydecopersweg van een woning ontworpen voor eigen gebruik door architect Jacob London. Het complex is opgetrokken in rode bakstenen in expressionistische stijl.
Het complex bestaat uit:
- Woonhuis (Rijksmonumentnummer: 522728)
- Garage   (Rijksmonumentnummer: 522729)
- Tuinhuis (Rijksmonumentnummer: 522730)
- Kippenren (Rijksmonumentnummer: 522731)
- Tuinmanswoning (Rijksmonumentnummer: 522732)
- Peristyle (Rijksmonumentnummer: 522733)
- Tuinmuur(en)  (Rijksmonumentnummer: 522734)
- Vijver met hekwerk (Rijksmonumentnummer: 522735)
- Waterput (Rijksmonumentnummer: 522736)

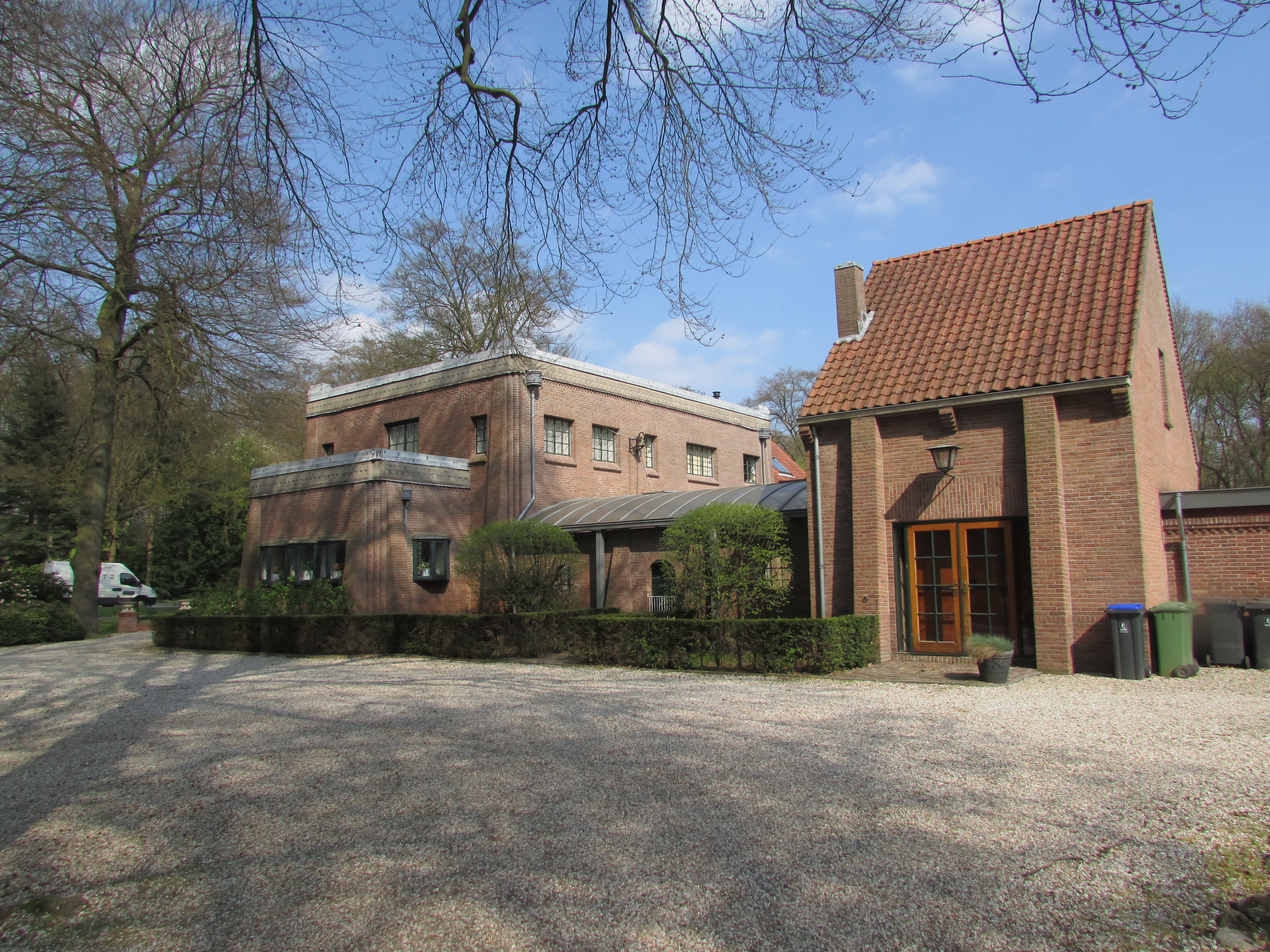
Soestdijkerstraatweg 110
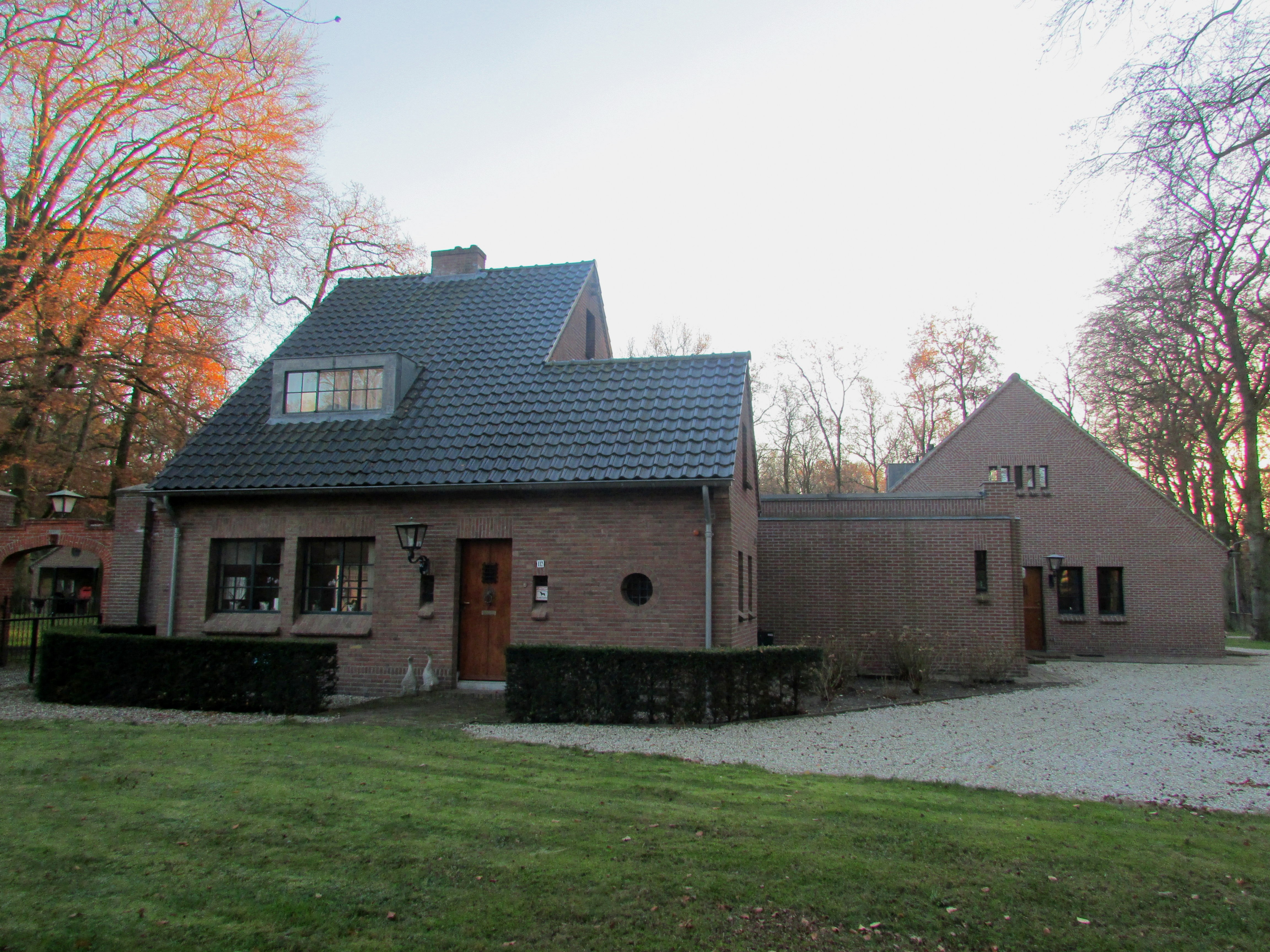
Tuinmanswoning